# バッファロー・ブルズ

バッファロー・カラーのMACのロゴ

バッファロー・ブルズ（英: Buffalo Bulls）は、アメリカ合衆国のニューヨーク州立大学バッファロー校のスポーツ競技チーム。NCAAディビジョンI所属。

## 競技チーム
| 男子スポーツ                            | 女子スポーツ     |
| --------------------------------------- | ---------------- |
| バスケットボール                        | バスケットボール |
| クロスカントリー                        | クロスカントリー |
| フットボール                            | サッカー         |
| テニス                                  | ソフトボール     |
| 陸上†                                   | 水泳・飛込       |
| レスリング                              | テニス           |
|                                         | 陸上†            |
|                                         | バレーボール     |
| †屋外競技チームと室内競技チームがある。 |                  |